# Два тижні відпочинку
«Два тижні відпочинку» (англ. Two Weeks Off) — американська комедійна мелодрама режисера Вільяма Бодайна 1929 року.

## У ролях
- Дороті Макейл — Кітті Вівер
- Джек Мулголл — Дейв Пікетт
- Гертруда Естор — Агнес
- Джеймс Фінлейсон — Па Вівер
- Кейт Прайс — Ма Вівер
- Джед Пруті — Гаррі
- Едді Гріббон — Сід Вінтерс
- Діксі Гей — Мейзі Луміс
- Гертруда Мессінгер — Тессі МакКанн